# Straßenbahn Waterbury–Stowe
| Streckenlänge: | 19,26 km             |                                 |                                 |
| Spurweite: | 1435 mm (Normalspur) |                                 |                                 |
| |                      |                                 |                                 |
| Gleise: | 1                    |                                 |                                 |
| \| \| \| \| \| \| \| von Burlington \| \| \| \| Waterbury-Stowe VT Amtrak-Halt \| \| \| \| nach Windsor \| \| \| \| Interstate 89 \| \| \| \| Thatcher Brook \| \| \| \| Mill Village VT \| \| \| \| Colbyville VT \| \| \| \| Colbyville Battery House \| \| \| \| Bryant Brook (Jochbrücke, 224m) \| \| \| \| Waterbury Center VT \| \| \| \| Moscow VT \| \| \| \| Gold Brook \| \| \| \| Lower Stowe VT \| \| \| \| Stowe VT \| |                      |                                 |                                 |
| |                      |                                 |                                 |
| Strecke |                      | von Burlington                  | von Burlington                  |
| Bahnhof |                      | Waterbury-Stowe VT Amtrak-Halt  | Waterbury-Stowe VT Amtrak-Halt  |
| Abzweig ehemals geradeaus und nach rechts |                      | nach Windsor                    | nach Windsor                    |
| Strecke mit Straßenbrücke (Strecke außer Betrieb) |                      | Interstate 89                   | Interstate 89                   |
| Brücke über Wasserlauf (Strecke außer Betrieb) |                      | Thatcher Brook                  | Thatcher Brook                  |
| Haltepunkt / Haltestelle (Strecke außer Betrieb) |                      | Mill Village VT                 | Mill Village VT                 |
| Haltepunkt / Haltestelle (Strecke außer Betrieb) |                      | Colbyville VT                   | Colbyville VT                   |
| Dienststation / Betriebs- oder Güterbahnhof (Strecke außer Betrieb) |                      | Colbyville Battery House        | Colbyville Battery House        |
| Brücke über Wasserlauf (Strecke außer Betrieb) |                      | Bryant Brook (Jochbrücke, 224m) | Bryant Brook (Jochbrücke, 224m) |
| Haltepunkt / Haltestelle (Strecke außer Betrieb) |                      | Waterbury Center VT             | Waterbury Center VT             |
| Bahnhof (Strecke außer Betrieb) |                      | Moscow VT                       | Moscow VT                       |
| Brücke über Wasserlauf (Strecke außer Betrieb) |                      | Gold Brook                      | Gold Brook                      |
| Haltepunkt / Haltestelle (Strecke außer Betrieb) |                      | Lower Stowe VT                  | Lower Stowe VT                  |
| Kopfbahnhof Streckenende (Strecke außer Betrieb) |                      | Stowe VT                        | Stowe VT                        |

Die Straßenbahn Waterbury–Stowe war ein Überlandstraßenbahnbetrieb in Vermont (Vereinigte Staaten). Die Strecke war 11,97 Meilen (19,26 Kilometer) lang und verband die Städte Waterbury und Stowe. Die Bahn war von 1897 bis 1932 in Betrieb.

## Geschichte
Bereits im Oktober 1865 erhielt eine Mount Mansfield Railroad Company eine Konzession zum Bau und Betrieb einer Eisenbahnstrecke von Waterbury über Stowe nach Morrisville. Die Konzession verfiel, wurde am 8. November 1872 erneuert und verfiel erneut. Eine weitere Konzession wurde am 10. November 1888 für die gleiche Strecke erteilt. Danach sollte bis 1894 mit dem Bau begonnen werden und innerhalb von zehn Jahren der Abschnitt von Waterbury bis Stowe vollendet sein. 1894 wurde die Konzession auf einen elektrischen Betrieb ausgeweitet und am 27. November des Jahres wurde die Mount Mansfield Electric Railroad Company gegründet. Die nun gültige Konzession erlaubte den Bau der Strecke nach Morrisville, sowie die Anbindung verschiedener Gemeinden in diesem Gebiet, und sie gestattete Dampfbetrieb und elektrischen Betrieb.
Am 10. Mai 1897 begannen die Bauarbeiten und am 18. Dezember des gleichen Jahres konnte die Strecke von Waterbury nach Stowe eröffnet werden. Die offizielle Eröffnungsfeier fand erst am 4. Juli des Folgejahres statt. Der Weiterbau in Richtung Norden unterblieb. Einem Fahrplan von 1900 zufolge wurden an Werktagen fünf, an Sonntagen zwei Fahrten pro Richtung angeboten.
Nachdem die ersten Jahre der Bahngesellschaft einige Einkünfte bescherten, gingen Ende der 1920er Jahre die Beförderungszahlen rapide zurück. Die Zunahme des Individualverkehrs und die Verlagerung des Güterverkehrs auf die Straße erforderte den Ausbau der Staatsstraße 100, die außer nahe den beiden Endbahnhöfen und in Waterbury Center direkt neben dem Gleis verlief. Am 4. April 1932 beantragte die Gesellschaft die Stilllegung der Strecke, die schnell genehmigt wurde. Am 2. Mai 1932 rückten die letzten Triebwagen ein. Die Gleise wurden abgebaut und das Streckengrundstück an den Bundesstaat verkauft, der die Landstraße ausbaute. Für ein Jahr betrieb die Bahngesellschaft eine Buslinie auf der Strecke, die dann aus Unwirtschaftlichkeit ebenfalls eingestellt wurde. Die Gesellschaft bestand noch bis 1959 als Spedition weiter, die mit Lastkraftwagen Güter transportierte.

## Streckenbeschreibung
Die Strecke beginnt im Bahnhof von Waterbury, der mitbenutzt wurde. Sie zweigt aus der Bahnstrecke Windsor–Burlington ab und führt durch einen Einschnitt in einem großen Bogen nach Colbyville. Von hier bis Lower Stowe folgte die Trasse zumeist der Staatsstraße 100, auf deren Ostseite sie lag. Nördlich von Colbyville befand sich eine Ladestelle am Battery House. Der größte Kunstbau der Strecke war eine 224 Meter lange Jochbrücke in Waterbury Center. Hier verließ die Bahntrasse die Landstraße kurzzeitig, um über diese Brücke parallel zur Hollow Road wieder auf sie zu treffen. Vor den beiden Brückenköpfen lag jeweils ein Abstellgleis. An der Kreuzung der Landstraße mit der Moscow Road befand sich die einzige Ausweiche der Strecke, an der sich Züge begegnen konnten. Nach Lower Stowe verließ die Strecke die Hauptstraße und führt über freies Gelände und die heutige Depot Street entlang, deren Name noch heute an die Bahn erinnert, bis zum Endbahnhof in Stowe, der sich direkt vor der Einfahrt in die Wagenhalle befand. In Stowe befand sich auch das bahneigene Kohlekraftwerk, das den Fahrstrom lieferte.

## Fahrzeuge
Bei Eröffnung der Strecke standen der Bahn drei Triebwagen (Tw 1–3) für den Personenverkehr zur Verfügung, die von der Wason Manufacturing Company in Springfield (Massachusetts) gebaut worden waren. Außerdem gab es einen Gütertriebwagen (Tw 4), sowie einen Schneepflug. Der Gütertriebwagen wurde schon nach wenigen Jahren auch als Arbeitstriebwagen für die Streckenwartung verwendet. 1914 erwarb die Bahn einen weiteren Gütertriebwagen (Tw 5), der ab dieser Zeit auch als Schneepflug verwendet wurde. Anfang der 1920er Jahre wurde Triebwagen Nr. 2 abgestellt und als Ersatzteilspender genutzt. Die übrigen Fahrzeuge wurden nach der Stilllegung der Bahn verschrottet.